# 金賽研究所
金賽性、性別與生殖研究中心（英語：Kinsey Institute for Research in Sex, Gender, and Reproduction），通称金賽研究所（英語：Kinsey Institute），是一所位於印第安纳大学的非營利研究機構，於1947年創立，並於2016年11月30日與印第安納大學合併，遭其保護，「徹底廢除自1947年以來的獨自運作制度」。該研究中心的使命是「促進全球的性健康和性知識」。金賽研究所的主要工作包括進行研究、研究生培訓、信息服務，以及收集和保存圖書、藝術作品和檔案資料。該研究中心及金賽本人皆在社會中存有爭議，因為他們都公開探討過性这回事。研究中心的現任所長為贾斯汀·加西亚，其於2019年起任。

## 歷史

### 創立
金賽研究所的創立可歸因於印第安納大學教授、昆蟲學家以及性學研究者阿爾弗雷德·金賽。1947年，金賽得到了印第安納大學的校長赫曼·B·威爾斯和其研究的主要資金支持者——洛克菲勒基金會支持，成功於印第安納大學內設立一間名為性研究中心（Institute for Sex Research）的非營利研究機構。金賽最初是为了使所收集的數據和研究材料都能得到保護，而設立性研究中心——視其為一個安全的永久資料存儲庫。
阿爾弗雷德·金賽直到1956年去世以前一直是該研究中心的所長。及後研究中心共歷經六名所長，分別為：保羅·格布哈特博士（任期：1956–1982年）、瓊·賴因希博士（June Reinisch PhD，任期：1982–1993年）、斯蒂芬妮·桑德斯博士（Stephanie Sanders PhD，臨時所長，任期：1993–1995年）、約翰·班克羅夫特医学博士（任期：1994–2004年）、朱莉婭·海曼博士（任期：2004–2014年），以及蘇·卡特（任期：2014年至2019年）。

### 金賽所長時期（1947–1956年）
在性研究中心成立後不久，金賽便發表了以其訪談為依據的研究書籍《男性性行為》，《男性性行為》是1948年的年度暢銷書之一 。《男性性行為》的姊妹書籍《女性性行為》則於5年后出版，以上兩者統稱為《金賽報告》。另外於1950年，運往性研究中心的研究材料遭到美國海關扣留，繼使得美國聯邦控訴性研究中心一案發生。此一案件在金賽去世後仍在繼續進行，聯邦法院最终於1957年以有利於研究所的方式結案，批准研究中心進口用於研究目的的色情製品。

### 格布哈特所長時期（1956–1982年）
在保羅·格布哈特的領導之下，研究中心繼續進行以訪談為依據的研究項目，相关成果最终匯聚成書《懷孕、分娩和墮胎》、《性罪犯：類型分析》並得以出版。其他重要的出版物包括喬安·布魯克（JoAnn Brook）的《性用語辭典》（Sexual Nomenclature: A Thesaurus）以及由艾倫·貝爾（Alan Bell）和馬丁·溫伯格（Martin Weinberg）共著的《同性戀：多元男女研究》。此外為了回應批評金賽的原始數據有偏見，且欠明確定義，格布哈德和約翰遜於1979年發表了《金賽數據：1938-1963年性研究所進行的訪談的邊際製表》（The Kinsey Data: Marginal Tabulations of the 1938–1963 Interviews Conducted by the Institute for Sex Research）。性研究中心於1981年為了紀念其創始人阿爾弗雷德·金賽，特地更名為金賽性研究中心（The Kinsey Institute for Sex Research）。

### 賴因希所長時期（1982–1993年）
當瓊·賴因希成為新任所長時，研究中心隨即更名為金賽性、性別與生殖研究中心，目的是為了更好地反映其經已擴大的使命目標。為了回應她與大學簽訂的合同條件，研究中心在她擔任所長的首年就進行了全面翻修和擴大，並為圖書館扩建了一層，設層的設施包括能調節溫度和濕度的書庫、學者閱讀室、	
外加的工作人員辦公室、研究辦公室和實驗室、藝術畫廊、新的藝術品和文物收藏檔案室。賴因希領導的研究中心亦創立了一共五個專題的《金賽研究所系列》（The Kinsey Institute Series），其始於《男性氣質/女性氣質》（Masculinity/Femininity）的出版，终於由研究中心贊助的多學科研討會。研究集中於高危性行為以及胎兒一旦接觸藥物后会對其性發育和性心理發展產生怎樣的影響。該研究中心的美術館於1990年建立，並使得研究中心有機會舉辦展覽会，展示所收藏的藝術品 。
研究中心於1984年至1993年期間得到了印第安納大學的指導，開始在公眾教育上發揮積極作用，並開始負責一個國際性的報刊專欄《The Kinsey Report》 。雖然《The Kinsey Report》已经停止刊登及更新，但研究中心繼續在他們的網站上維護一個解答常見的性問題的頁面。一本面向大眾的商業書籍《新金賽性學報告》（The Kinsey Institute New Report on Sex: What you must know to be Sexually Literate）亦於1991年推出市面。

### 桑德斯臨時所長時期（1993–1995年）
賴因希退休之後，交由斯蒂芬妮·桑德斯博士臨時負責研究中心的研究和課程計劃，因為其內部結構有所重組，所以印第安納大學大幅削減其預算，直至新任所長上任為止。

### 班克羅夫特所長時期（1995–2004年）
於1995年到2001年期間，金賽研究中心在約翰·班克羅夫特（John Bancroft）的領導下開設了一間專門針對性健康和月經問題的診所。研究則側重於性行為的心理學、荷爾蒙對性的影響，以及性和幸福感。研究中心的班克羅夫特（Bancroft）和埃里克·楊森（Erick Janssen）於此段时期發展出一套性興奮的雙重控制模型，此一理論牽涉到抑制-興奮過程。網站金賽机密（Kinsey Confidential）在1999年上线，開始向大學成年人提供關於性的研究信息。内容包括由性研究者和專欄作家戴比·赫貝尼克博士提供的性問性答。除了開展公益活動之外，金賽研究中心还於2000年開始定期開辦藝術品和檔案資料展覽。

### 海曼所長時期（2004–2013年）
2006年，該研究中心開始舉辦一年一度的藝術展覽。金賽研究所於次年還主辦了大學性研究和培訓聯合會（The University Consortium for Sexuality Research and Training）的首次會議。金賽机密的問答欄目此外亦在《Indiana Daily Student》等大學報刊上刊登。此時研究中心的研究主題包括安全套的使用、長久關係中的性行為、激素和生殖。

### 卡特所長時期（2014年至今）
蘇·卡特在2014年10月被任命為所長，她是研究愛情、感情紐帶等情感的機理的先驅。卡特指出，她領導下的金賽研究中心會更为注重愛情、性和幸福，並說道：「我想把金賽研究所帶入明確的方向，包括研究性創傷、變性運動和可能影響一個人的性行為和關係的醫療介入」。金賽研究中心的標誌於此時期亦更改為一個內有圓弧接角的六角形。

## 研究中心的收藏

### 圖書、檔案和藝術品
金賽研究所被認為是世上其中一處擁有最多與性、性別和生殖有關的圖書、檔案和藝術品的地方。最初的館藏是源於阿爾弗雷德·金賽的私人研究收藏。金賽為了使它們得到保護，便以1美元的價格把它們賣給研究所。研究所多年來都沒用過美國政府的錢和撥款來購置收藏，而是用書的版稅、賣書所賺來的費用，以及遭他者捐助而獲得的金錢購置之。研究中心的收藏品範圍包括科學和流行書籍、通俗杂志、擁性和反性組織的出版物、金賽原始訪談項目的數據、電影、照片、性物品，以及藝術家和業餘者的藝術作品。收藏品源於世界各地，当中有些甚至可以追溯到前哥倫布時期。然而那些收藏品並不容許帶出研究中心，有興趣者必須在閱讀室內進行研究；閱讀室則开放给正在研究與性、性別和生殖有關的議題的學者、專業人員、大學教師和年滿18歲的學生。

## 外部連結
- The Kinsey Institute Website
- Timeline of Events and Major Publications
- The Kinsey Institute Sexuality Information Service for Students
- The Kinsey Institute Gallery （页面存档备份，存于）